# Contea di White (Arkansas)
La contea di White, in inglese White County, è una contea dello Stato dell'Arkansas, negli Stati Uniti. La popolazione al censimento del 2000 era di 67 165 abitanti. Il capoluogo di contea è Searcy.

## Storia
La contea di White fu costituita nel 1835.

## Geografia

### Città
- Bald Knob
- Beebe
- Bradford
- Judsonia
- Kensett
- McRae
- Pangburn
- Searcy (county seat)

### Towns
- Garner
- Georgetown
- Griffithville
- Higginson
- Letona
- Rose Bud
- Russell
- West Point